# Regió eclesiàstica Ligúria

La regió eclesiàstica ligur al territori italià

La regió eclesiàstica Ligúria  és una de les setze regions eclesiàstiques en les que està dividit el territori de l'Església catòlica a Itàlia.
El seu territori comprèn la major part de la regió administrativa de Ligúria (que en part està compresa a les regions eclesiàstiques del Piemont i d'Emília-Romanya); i part de les províncies d'Alessandria, Pavia i Cuneo.

## La regió eclesiàstica avui

### Subdivisions
Aquesta regió eclesiàstica correspon a la província eclesiàstica de l'arxidiòcesi de Gènova:
- Arquebisbat de Gènova
- Bisbat d'Albenga-Imperia
- Bisbat de Chiavari
- Bisbat de la Spezia-Sarzana-Brugnato
- Bisbat de Savona-Noli
- Bisbat de Tortona
- Bisbat de Ventimiglia-Sanremo

### Organigrama

#### Conferència episcopal de la Ligúria
- President: cardenal Angelo Bagnasco, arquebisbe de Gènova
- Vicepresident: Luigi Ernesto Palletti, bisbe de La Spezia-Sarzana-Brugnato
- Segretari: Alberto Tanasini, bisbe de Chiavari
- Membre: Nicolò Anselmi, bisbe auxiliar de Gènova
- Membre: Guglielmo Borghetti, bisbe coadjutor de Albenga-Imperia
- Membre: Vittorio Lupi, bisbe de Savona-Noli
- Membre: Mario Oliveri, bisbe d'Albenga-Imperia
- Membre: Antonio Suetta, bisbe de Ventimiglia-San Remo
- Membre: Vittorio Francesco Viola, O.F.M., bisbe de Tortona

## Diòcesis ligurs suprimides
- Bisbat de Luni